# Aemilia bolteri
Aemilia bolteri là một loài bướm đêm thuộc phân họ Arctiinae, họ Erebidae.